# 당신은 나
<당신은 나>는 대한민국의 여성 싱어송라이터 장덕에 의해 작사 · 작곡된 곡이다. 1983년 장덕의 솔로 첫 번째 정규 음반 《날 찾지 말아요》의 A면 3번 트랙으로 발표되었다.

## 가사 링크
- 장덕 <당신은 나> 가사[깨진 링크(과거 내용 찾기)] at Mnet